# 明智城 (美濃国可児郡)
明智城（あけちじょう）は、岐阜県可児市瀬田長山（美濃国可児郡）にあった日本の城。長山城または明智長山城とも呼ばれている。
張り出した尾根や谷などの自然地形を生かした典型的な中世の山城である。康永元年（1342年）美濃源氏の流れをくむ土岐頼兼（下野守）が「明智」と改名してこの城を築き、その後約200年の間明智氏代々の居城として栄えた。明智城跡は可児市指定史跡。

## 概要

### 歴史
土岐明智二郎下野守頼兼が、康永元年（1342年）美濃国可児郡明智庄長山に明智城を築城したといわれる。
『美濃国緒旧記』には「明智城は可児郡明智庄長山城のことである。明智城は土岐美濃守光衡により五代目にあたる頼清（民部大輔頼宗）の次男、明智次郎頼兼が康永元年三月、美濃国可児郡明智庄長山に初めて明智城を築城し、光秀の代まで居城した」とある。

### 明智城の戦い
弘治2年（1556年）9月19日、稲葉山城主斎藤義龍の攻撃を受け、明智城代明智光安（宗宿）は弟光久と一族の溝尾庄左衛門、三宅弐部之助、藤田藤次郎、肥田玄蕃、池田織部、可児才右衛門、森勘解由ら870余人を集めて籠城したという。しかし義龍軍は3700余の軍勢で2日間にわたり攻撃を行う。光安は弟光久と自刃し、妻妾も落城前に自刃したという。
『明智軍記』には、（落城が迫るなか）光秀は（光安から）明智家再興を託され、明智城から逃れたとある。
落城後、この城が再興されることはなかった。

なお光秀出生の地とされているが、恵那市明智町にも明知城址がある。

## 現在

### 城址と散策路
本丸跡や曲輪・土塁などの遺構は比較的綺麗に残っている。散策路の右手には竪堀も見える。可児市指定史跡（長山城跡）となっており、「明智城址散策道」が整備され、春から秋にかけてはハイキングコースとして楽しめる。2020年（令和2年）1月からNHKで明智光秀を主人公に据えた大河ドラマ『麒麟がくる』が放送されたことを記念し、同年6月に、本丸跡に光秀のブロンズ像が建てられた。

### 散策路の道順で見てみた明智城
- 現在の大手口
- 現在の大手門と大手道
- 山頂へと延びる大手道
- 大手道を登りきった二ノ丸曲輪（出丸）あたりにある七ツ塚。落城の際の戦没者を葬ったもの。
- 七ツ塚の前に近年加えられた石碑。
- 本丸跡にある石碑。
- 本丸展望台。背後に見える「開（あ）けた地」が明智氏の所領、明智庄（あけちのしょう）だった。
- 本丸展望台から見た、かつての明智庄の現在の様子。（当時と比べれば現代的な建物が建ちはしたが）平地の広がりかたや、その向こうに見える山並みは明智光安が見ていたものと同じで、基本的に変わっていない。
- 西出丸跡
- 明智光秀の銅像。本丸跡に、2020年（令和2年）に建てられた。

### 山麓の天竜寺と明智氏歴代墓所
城址の北麓（北東麓）にある天龍寺には明智氏歴代の墓所がある。日本一大きな（184cm）明智光秀の位牌もあり、旧暦6月には光秀公御法要が営まれる。
- 天龍寺
- 明智一族の墓所